# Petersham (condado de Worcester)
Petersham es un lugar designado por el censo ubicado en el condado de Worcester en el estado estadounidense de Massachusetts. En el Censo de 2010 tenía una población de 243 habitantes y una densidad poblacional de 76,03 personas por km².

## Geografía
Petersham se encuentra ubicado en las coordenadas 42°29′28″N 72°11′14″O / 42.49111, -72.18722. Según la Oficina del Censo de los Estados Unidos, Petersham tiene una superficie total de 3.2 km², de la cual 3.2 km² corresponden a tierra firme y (0%) 0 km² es agua.

## Demografía
Según el censo de 2010, había 243 personas residiendo en Petersham. La densidad de población era de 76,03 hab./km². De los 243 habitantes, Petersham estaba compuesto por el 99.18% blancos, el 0% eran afroamericanos, el 0% eran amerindios, el 0.82% eran asiáticos, el 0% eran isleños del Pacífico, el 0% eran de otras razas y el 0% pertenecían a dos o más razas. Del total de la población el 0% eran hispanos o latinos de cualquier raza.